# Segona Guerra Civil liberiana
La Segona Guerra Civil liberiana va ser un conflicte bèl·lic que va enfrontar el govern de Charles Taylor contra un conglomerat milicià antigovernamental. La guerra començà l'any 1999 quan un grup d'insurgents, amb el suport de diversos estats propers, es rebel·laren contra el govern i van començar a ocupar el nord del país. Després d'anys de sagnant conflicte, el 2003, l'Organització de les Nacions Unides va enviar una força de manteniment de la pau, formada per 15.000 soldats, i va forçar l'exili del president i la instauració d'un govern provisional que convocaria eleccions democràtiques l'any 2005.
La guerra tingué el seu punt culminant amb el setge de la capital, Monròvia, l'estiu de 2003. Milers de persones hi perderen la vida i també hi va haver milers de desplaçats.
El 1997, el poble liberià va triar a Charles Taylor com a president després que ell va entrar a la capital, Monròvia, per la força. El malestar implícit manifestat a finals dels anys 1990 és emblemàtic en la decadència econòmica nacional aguda i la venda freqüent de diamants i fusta a canvi d'armes portàtils.
Després de les eleccions en les quals Taylor va ser elegit president es va aconseguir la desmobilització dels combatents i la pacificació del país. Però altres líders van ser obligats a deixar el país, i algunes forces de l'ULIMO reformades com el LURD, que va començar a lluitar en el Comtat de Lofa amb l'objectiu de desestabilitzar el govern i guanyar el control dels camps de diamant locals, iniciant la guerra. Els anys d'enfrontaments, connectats amb el vol de la major part de negocis, havien interromput l'activitat econòmica formal.
A principis de l'any 2003, un segon grup rebel, el Moviment per a la Democràcia a Libèria, al comandament de Thomas Nimely, va sorgir en el sud, i entre juny i juliol d'aquest any, el govern de Charles Taylor només controlava una tercera part del país.
Entre el 14 de juliol i el 18 d'agost el LURD va assetjar la capital, Monròvia, sota control del govern. La batalla va costar la vida de més d'un miler de civils i només va acabar amb la intervenció de forces internacionals que van detenir els combats i van iniciar els processos de pau.
La guerra va acabar a l'octubre de l'any 2003, quan les Nacions Unides i els militars nord-americans van intervenir per parar el setge mantingut pels rebels a Monròvia (18 de juliol-14 d'agost d'aquest any) i expulsar a Charles Taylor a Nigèria. El 2005 es realitzaren eleccions democràtiques, les primeres des de 1980. La nova presidenta, Ellen Johnson-Sirleaf, va ser investida en el seu càrrec al gener de l'any següent i el Govern de Transició Nacional de Libèria va acabar el seu poder.